# Karasica-patak
A Karasica-patak (horvátul: Karašica, régi középkori neve: Karassó-folyó) Baranya vármegyében, a Kelet-Mecsek lábánál, Fekedtől keletre ered. A patak forrásától 2 km-t halad délnek, ezután nyugatra indul. Lovászhetény közelében ismét délnek fordul, majd Magyarbólytól dél-délkeleti irányban halad. Illocska után átlép Horvátországba és Pélmonostornál a Báni-hegység északkeletnek téríti. A horvát-magyar határ mellett fut végig Kiskőszegig, aholis beletorkollik a Dunába.
A Karasica-patak vízgazdálkodási szempontból az Alsó-Duna jobb part Vízgyűjtő-tervezési alegység működési területéhez tartozik.
A patakba torkollik Fazekasbodánál a Varasdi-patak, Szellőnél a Pécsváradi-patak, Máriakéméndnél a Patkányos-patak és a Szilágyi-patak, majd a Vasas-Belvárdi-vízfolyás, Villánytól északkeletre a Villányi-Pogányi-vízfolyás és a Mároki-vízfolyás, Magyarbólynál a Szívó-árok.

## Települések a patak mentén

### Magyarországon
- Feked
- Fazekasboda
- Kékesd
- Szellő
- Kátoly
- Máriakéménd
- Szederkény
- Borjád
- Nagybudmér
- Kisbudmér
- Pócsa
- Villány
- Virágos
- Magyarbóly
- Lapáncsa
- Illocska

### Horvátországban
- Lőcs (Luč)
- Benge (Šumarina)
- Cukorgyár (Šećerana)
- Baranyavár (Branjin Vrh)
- Baranyabán (Popovac)
- Baranyakisfalud (Branjina)
- Nagybodolya (Podolje)
- Hercegmárok (Gajić)
- Darázs (Draž)
- Kiskőszeg (Batina)